# Ivan Vladimirovici Miciurin
Ivan Vladimirovici Miciurin (în rusă: Иван Владимирович Мичурин, n. 15/27 octombrie 1855, Michurovka⁠(d), Pronsk County⁠(d), gubernia Reazan⁠(d), Imperiul Rus – d. 7 iunie 1935, Miciurinsk, RSFS Rusă, URSS) a fost un botanist rus, practician al selecției plantelor, membru de onoare al Academiei Sovietice de Științe. În România a rămas cunoscut sub denumirea de „Grădinarul Miciurin”. 
În 1875 își începe activitatea care îl va face celebru, selecția pomilor fructiferi.
În 1918 Miciurin a dat în primire statului pepiniera sa experimentală rămânând conducător al ei. 
În 1920 Lenin ordonă o analiză a rezultatelor activității lui Miciurin. În 1923 Consiliul Comisarilor Poporului acordă „livezii lui Miciurin” statutul de instituție de importanță națională. În 1928 statul sovietic înființează o stațiune de selecție genetică bazată pe grădina lui Miciurin, care în 1934 va deveni „Laboratorul central genetic Miciurin”.

Bustul lui Ivan Vladimirovici Miciurin din faţa Universităţii din Moscova

Metodele lui de încrucișare între plante care cresc în zone geografice îndepărtate au fost folosite apoi și de alți selecționiști. Sovieticii încep cultura hibrizilor lui de măr, păr, cireș. El a fost cel care a început creșterea hibrizilor de struguri, caise, cireș dulce în zonele nordice.
În timpul campaniei lîsenkoiste⁠(en)[traduceți] Miciurin a fost promovat ca lider sovietic în teoria evoluției, propaganda subliniind superioritatea și productivitatea biologiei sovietice miciuriniste (мичуринская биология) față de biologia neproductivă weismannist⁠(en)[traduceți]-morganist-mendelistă capitalistă. De fapt teoria lui Miciurin despre influența mediului asupra eredității era o variantă a lamarckismului⁠(fr)[traduceți]. Poziția lui era că sarcina unui selecționist era de a asista și îmbunătăți selecția naturală. În URSS a fost larg popularizată declarația lui că „Nu ne putem aștepta la favoruri din partea naturii. Să i le luăm - asta e sarcina noastră”.
De-a lungul vieții Miciurin a creat peste 300 noi soiuri de plante. A fost decorat cu Ordinul Lenin și Ordinul Steagul Roșu al Muncii pentru realizările sale.
În onoarea lui au fost denumite o serie de localități și străzi din Rusia, Belarus, Ucraina și Kazahstan; satul Miciurin din raionul Drochia (Republica Moldova), dar și specia Aronia mitschurinii (A.K.Skvortsov & Maitul., 1982).